# فولو (إلينوي)
فولو (بالإنجليزية: Volo)‏ هي منطقة سكنية تقع في الولايات المتحدة في إلينوي. يقدر عدد سكانها بـ 2,929 نسمة .

## الموقع الجغرافي
الموقع الجغرافي للمناطق المحيطة بهذه النقطة هو كالتالي: